# ارزن

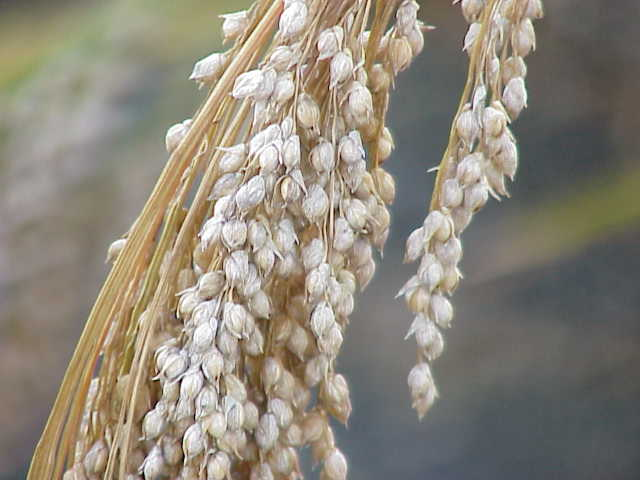
دانه رسیده ارزن

ارزن غله‌ای دارای دانه‌های کروی شکل و زرد رنگ و خشک است. ارزن می‌تواند به رنگ‌های زرد، سفید یا قهوه‌ای باشد. جوانهٔ ارزن مانند ذرت نسبت به اندازه دانهٔ غله بزرگ است. ارزن شبیه به گاورس است و به عنوان غذای پرندگان استفاده می‌شود. در برخی از نقاط جهان آن را مانند برنج می‌پزند. به خاطر نوع ماتریکسِ پروتئین نشاستهٔ ارزن می‌تواند تحت نور کدر، شفّاف و نیمه شفاف باشد.

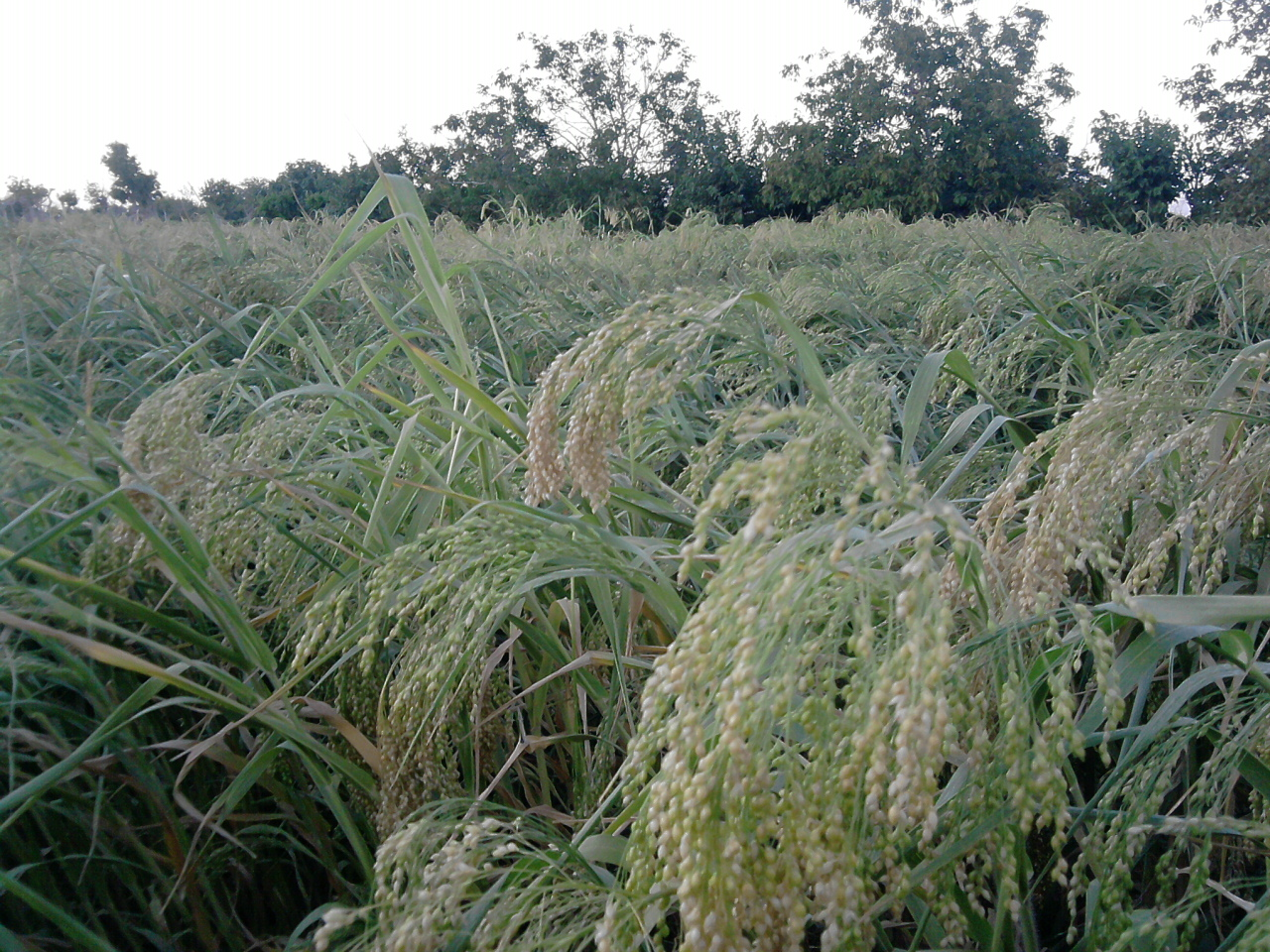
مزرعه ارزن و گاورس در زیبد

ارزن حاوی آهن است.